# Wehrtechnische Dienststelle für Schutz- und Sondertechnik
Die Wehrtechnische Dienststelle für Schutz- und Sondertechnik (WTD 52) im bayerischen Schneizlreuth (Oberjettenberg) ist eine von sechs Wehrtechnischen Dienststellen. Sie gehört zum Organisationsbereich Ausrüstung, Informationstechnik und Nutzung (AIN) und ist dem Bundesamt für Ausrüstung, Informationstechnik und Nutzung der Bundeswehr (BAAINBw) unmittelbar nachgeordnet.

## Aufgabe
Aufgabe der Wehrtechnischen Dienststelle ist unter anderem der direkte Schutz von Feldlagern, Stützpunkten, Kontrollpunkte und sonstiger Infrastruktur vor Waffenwirkungen (symmetrisch und asymmetrisch), terroristischen Anschlägen und unkonventionellen Spreng- und Brandvorrichtungen (IED) sowie deren physikalischer Detektion, die Sicherheit der Lagerung von Munition, der indirekte Schutz und das Signaturmangement, die numerische Simulation von Waffenwirkung und Schutzmaßnahmen, die Untersuchung nichtletaler Wirkmittel, die Erprobung mobiler Antennentragwerksysteme und von Batterien mit erhöhtem Gefährdungspotenzial, aerodynamische Belastungsprüfungen, nukleare Blastwirkung, Ballistik unter Wasser und die Minendetektion.

## Infrastruktur
Zur Infrastruktur der Dienststelle gehören unter anderem ein Bergerprobungs- und -sprengplatz auf der Reiter Alm, welcher mit der bundeswehreigenen Seilbahn der WTD 52 erschlossen ist, eine Untertageanlage, ein Bahnsimulator für Unterwasserballistik und ein Strömungssimulator für aerodynamische Effekte. In der Untertageanlage können in einer Vielzahl von Unterwasserprüfständen Wassertiefen bis zu 600 Meter simuliert werden.

## Organisation
Die WTD 52 gliedert sich in zwei Geschäftsbereiche (GB), in denen die fachtechnischen und erprobungsbezogenen Aufgaben sowie Forschungs- und Technologievorhaben bearbeitet werden. Im technisch-betrieblichen Servicebereich (TBS) sind die Betriebsdienste konzentriert, im wirtschaftlich-administrative Servicebereich (WAS) die Verwaltungselemente der Dienststelle. Die Geschäfts- und Servicebereiche sind in Aufgaben- (AF) und Geschäftsfelder (GF) gegliedert.
- Technisch-Betrieblicher Servicebereich (TBS)
  - Betrieb technisch-wissenschaftlicher Geräte, CAD, Video- und Bildtechnik (AF 110)
  - Werkstätten, Untertagebetrieb, Seilbahn (AF 120)
- Direkter Schutz, Numerische Simulation, Kurzzeitdynamik (GB 200)
  - Direkter Schutz von Feldlagern und Infrastruktur vor Waffenwirkung und IED, Munitionslagerung (GF 210)
  - Numerische Simulation von Schutz und Wirkung (GF 220)
  - Kurzzeitdynamik (GF 230)
- Indirekter Schutz, Nichtletale Wirkmittel, Sondertechnik (GB 300)
  - Indirekter Schutz, Signaturmanagement (GF 310)
  - Nichtletale Wirkmittel (GF 320)
  - Detektion von IED und Kampfmitteln, Antennentragwerke, Spezialbatterien (GF 330)
- Wirtschaftlich-Administrativer Servicebereich (WAS)

## Internationales Symposium Indirekter Schutz
Vom 16. bis zum 19. Oktober 2018 hat die Wehrtechnische Dienststelle das „International Symposium on Indirect Protection“ (ISIP) in Bad Reichenhall ausgerichtet. Fachleute aus 15 Ländern tauschten sich über ihre Forschungsergebnisse zu den Themen Tarnen und Täuschen aus. Es wurden neue Technologie- und Forschungstrends identifiziert.